# 口承

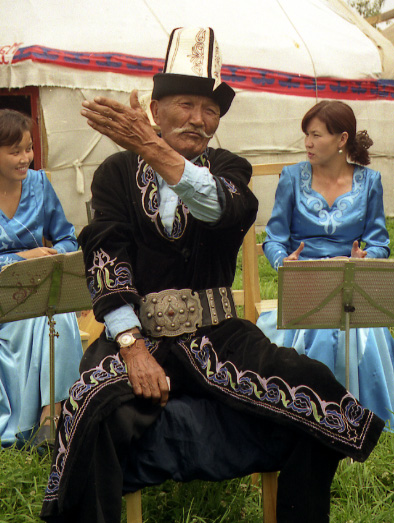
キルギス・カラコルのパオキャンプで叙事詩「マナス」の一部を演じる伝統的なキルギス人のマナスチ

口承（こうしょう、英: oral tradition）は、歌いついだり、語りついだりして、口から口へと伝えること、あるいは伝えられたもの。
口頭での伝承（口頭伝承）・口伝（くでん）、口伝え（くちづたえ）での伝承（口伝伝承）ともいう。 
口承のうち、限られた選ばれた者だけに、伝承することを口秘という。
口承の内容が石碑に刻まれたもののように永くから変わらず伝わっている、という意味で口碑ともいう。

## 概要
口承または口伝えの文化は、文字体系のない文明において、人から人もしくは世代を超えての情報伝達の手段であったが、その一方では芸能としての側面も存在し、文字体系が確立されてからも、口承は世界各地で今日も行われている。こういった活動はヒトが人間（社会を形成するヒト）として言葉を獲得して以降に自然発生的に見出されるもので、それに関する文化・記録は洋の東西・古今を問わず見出され、普遍的である。
情報を伝える行為のひとつであり、文字文化以前に情報を保持する役割を果たしてきたものでは、舞や踊りのほか儀式など身体を使う様式化した所作、壁画といった図画を用いるもの、意味のある文様を織り込んだ布や結縄などがある。
書き留められる前に口承文学とオーラル・ヒストリー（口述された歴史）とが組み合わされた代表的な例として、前8世紀の古代ギリシアの詩人ホメロスの叙事詩『イリアス』（イーリアス）・『オデュッセイア』（オデュッセイアー）がある。

## 伝承されるもの
その内容は社会や文明が確立される以前のものが多く含まれ、貴重な民俗資料として研究されることが多い。
神話や歴史や文芸もしくは法などから、生活の術や生活環境情報や知識や知恵。説話（昔話・伝説・世間話）、俗曲・俗謡・民謡、民俗語彙、ことわざ・謎、諺詩・俚諺など多岐にわたる。

## 研究史
研究分野としての口承は、オスマン帝国治下のセルビアの学者で、グリム兄弟の同時代人ヴーク・カラジッチ（1787-1864）の学績にその起源がもとめられる。カラジッチはグリム兄弟同様「伝承を救う」として、ロマンティックな、また民族主義的な関心のもと、のちにユーゴスラビアに集められた南スラヴ諸地域の同族の伝承の研究を進めた。しばらくして、ただし同じ学術的な動機から、テュルク学者のワシリー・ラドロフ（Vasily Radlov、1837-1918）は、のちにソヴィエト連邦領となるカラキルギスの歌を研究した。